# Bautzen (stad)
Bautzen (Oppersorbisch: Budyšin) is een gemeente en plaats in de Duitse deelstaat Saksen. Bautzen is de bestuurszetel van de gelijknamige Landkreis. De stad ligt aan de rivier de Spree. Die heeft hier een kort, diep dal. De stad telt 38.006 inwoners. De Sorbische minderheid wordt geschat op 5%. Het oude stadsdeel heeft een middeleeuws karakter. De belangrijkste industrie is Bombardier (ex-VEB Waggonbau, ex-Busch) en produceert trams. In de tijd van de Duitse Democratische Republiek was aan de achterzijde van het Paleis van Justitie een politieke Stasi-gevangenis, met de naam Bautzen II, terwijl Bautzen I de "gewone" gevangenis was (en nog is), die in heel Duitsland bekendstaat als "Gelbes Elend". Daarbij slaat 'geel' op de gele baksteen waaruit het gebouw is opgetrokken.
De Dom in Bautzen is de enige simultaankerk in Saksen. Katholieken en Protestanten hebben samen de kerk in beheer, alleen gescheiden door een ijzeren - meer symbolisch - hekje.
Tot slot is Bautzen ook bekend om het sauzen- en levensmiddelenmerk Bautz'ner, dat al sinds 1953 in de stad is gevestigd. Vooral in het oosten van Duitsland is dit merk geliefd, mede dankzij de herinneringen die het oproept aan de DDR.

## Slag bij Bautzen (1813)
Een gecombineerd leger van Russen en Pruisen werd tussen 20 en 21 mei 1813 teruggedrukt door het Franse leger.
Zij waren zich nog aan het terugtrekken van de Slag bij Lützen toen ze opnieuw werden aangevallen door de Fransen.
De Russen en Pruisen waren 2:1 in de minderheid, maar slaagden erin om totale vernietiging te voorkomen.
De Franse generaal Geraud Duroc raakte tijdens de slag dodelijk gewond door een kanonskogel en stierf een dag na de veldslag.

## Slag bij Bautzen (1945)
Tussen 21 april en 26 april 1945 werd de slag bij Bautzen gestreden, met een Duitse overwinning als resultaat. 
Dit zou de laatste Duitse overwinning zijn in de oorlog.
De stad bleef tot de capitulatie in Duitse handen.

## Stadsdelen
- Auritz
- Burk
- Gesundbrunnen
- Innenstadt
- Kleinwelka
- Nadelwitz
- Niederkaina
- Nordostring
- Oberkaina
- Ostvorstadt
- Salzenforst-Bolbritz
- Stiebitz
- Südvorstadt
- Teichnitz
- Westvorstadt

## Partnersteden
- Worms (Duitsland), sinds 1990
- Heidelberg (Duitsland), sinds 1991
- Dreux (Frankrijk), sinds 1992
- Jablonec nad Nisou (Tsjechië), sinds 1993
- Jelenia Góra (Polen), sinds 1993

## Geboren
- Georg-Hans Reinhardt (1887-1963), generaal
- Maik Petzold (1976), triatleet

## Afbeeldingen

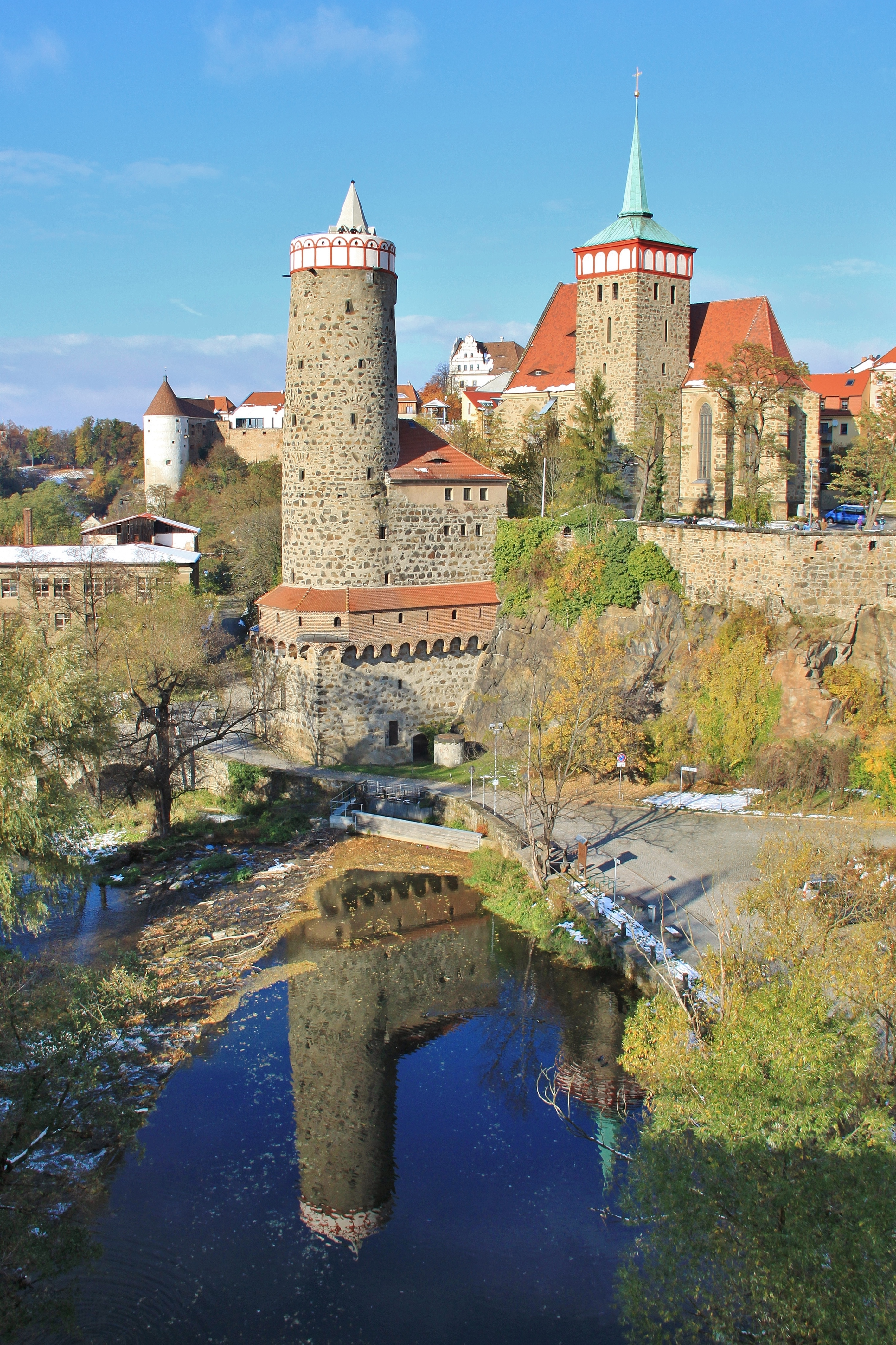
Het kasteel van Bautzen
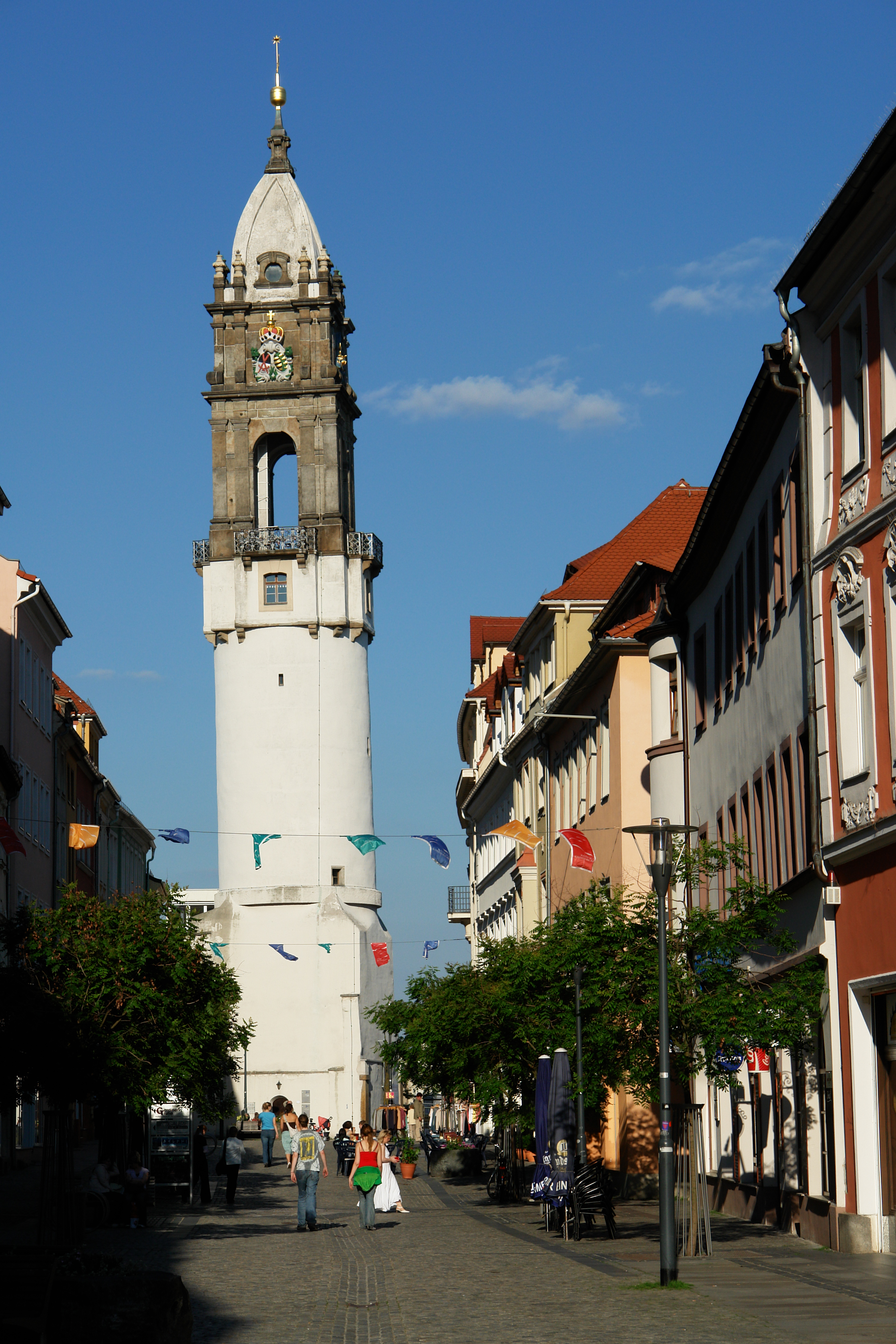
Bautzen - Reichenturm
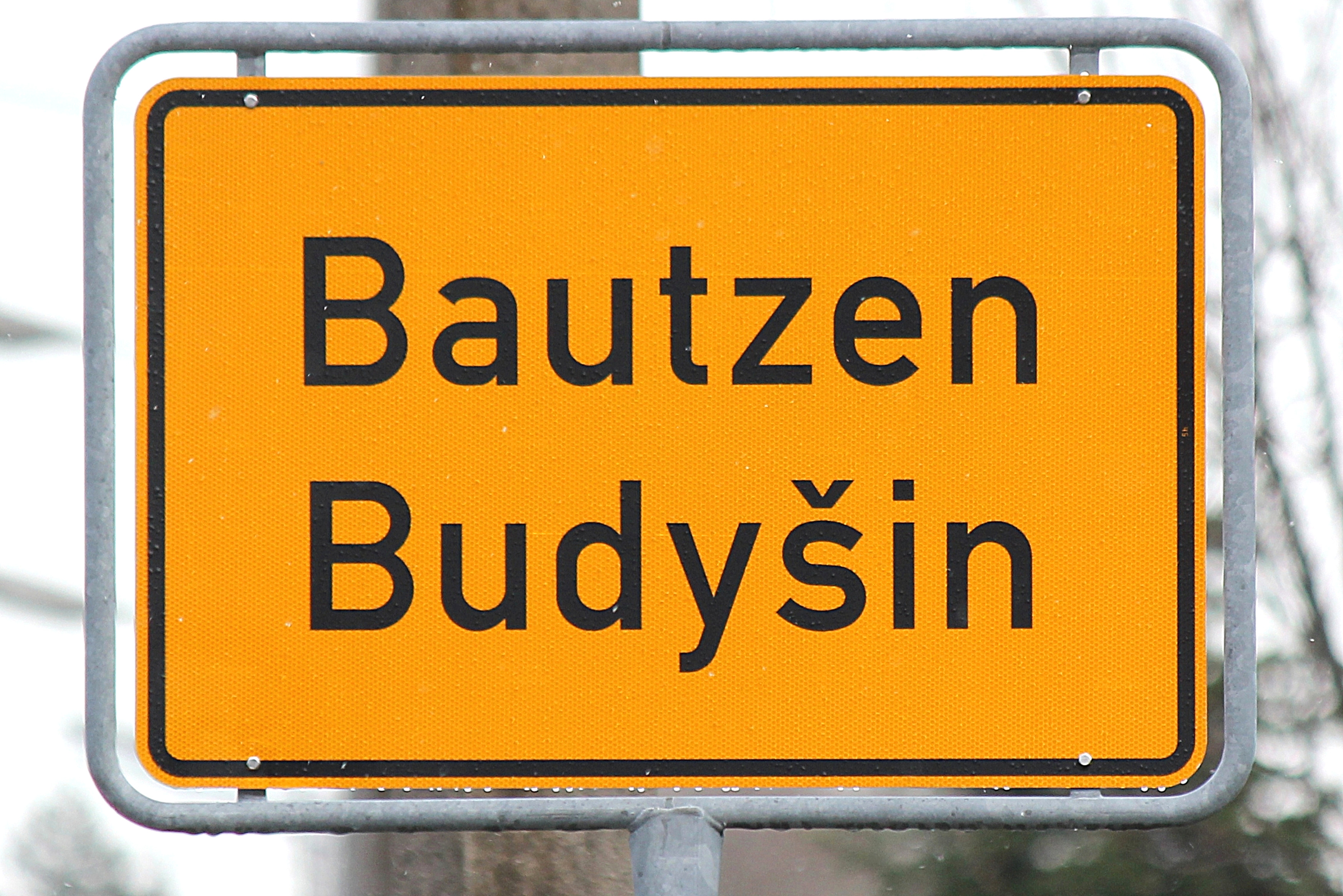
Tweetalig plaatsnaambord
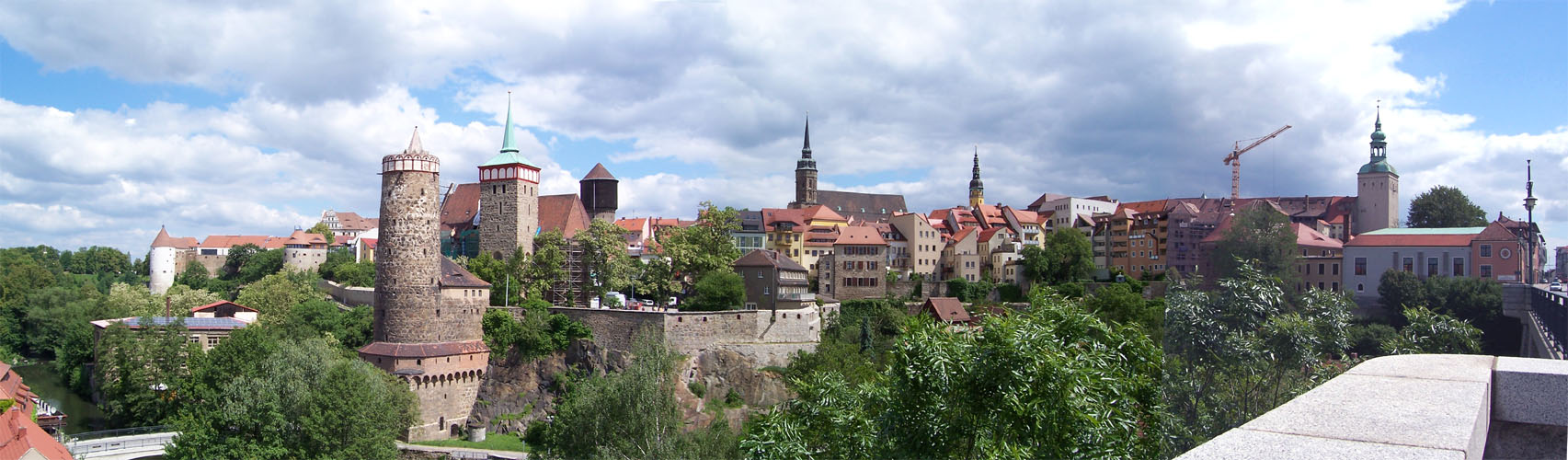
Bautzen - Stadsaangezicht over de Spree